# Bernard Sage
Pour les articles homonymes, voir Sage (homonymie).
Bernard Sage est un homme politique français né le 23 mai 1807 à Tulle (Corrèze) et mort le 14 avril 1876 à Tulle.

## Biographie
Avocat à Tulle, il est député de la Corrèze de 1849 à 1851, siégeant à gauche.

## Sources
- « Bernard Sage », dans Adolphe Robert et Gaston Cougny, Dictionnaire des parlementaires français, Edgar Bourloton, 1889-1891 [détail de l’édition]